# Église Saint-Aubin de Saint-Aubin-sur-Gaillon
L'église Saint-Aubin est une église située à Saint-Aubin-sur-Gaillon, en France.

## Localisation
L'église est située sur la commune de Saint-Aubin-sur-Gaillon dans le département de l'Eure, plus précisément dans le hameau dit "village de Saint-Aubin", en bordure du plateau de Madrie sur le versant gauche de la vallée de la Seine.

## Description
La nef à vaisseau unique et à trois travées du XIIIe siècle, grande et large, témoigne du statut paroissial passé de l'église. La façade sud de l'église comporte un porche d'accès avec une porte menant à la nef. Au niveau du transept, on constate la chapelle de la Vierge au nord remontant à 1868 qui a été partiellement détruite en 1940 et reconstruite en 1941; la chapelle au sud est aménagée à la base de la tour clocher qui date du XVe siècle. Trois des faces de la tour d'une hauteur de 13 m en moellons sont pourvues en partie supérieure d'une paire d'abat-sons. Le chœur est de la même époque que la nef. Une chapelle contigüe à la tour et au chœur a disparu après 1843. Enfin, la sacristie est plantée contre le chevet droit au XIXe siècle.

## Mobilier
L'église possède de nombreux objets, tableaux, sculptures exposés à l'intérieur. Notamment, vierge à l'Enfant du XVIIe siècle classée au titre d'objet monument historique.
Sont pareillement classés au titre d'objets monuments historiques deux statues des saints Côme et Damien (provenance du château de Beauchêne), un tableau du martyre de saint Blaise, huit lambris de revêtement et une paire de tableaux figurant l'Adoration des Mages et la Conversion de saint Paul. Les boiseries proviennent de la chartreuse d'Aubevoye.

## Clocher tors
L'église possède un clocher tors, unique dans le département de l'Eure, haut d'environ 60 mètres, il est recouvert d'ardoise à partir de sa base carrée ;  la flèche devient octogonale et tourne de gauche à droite d'1/8e de tour. Son unique cloche datant de 1833 se prénomme « Charlotte ».
Les résultats d'une analyse dendrochronologique effectuée en 2023 permettent d'estimer que la date d'abattage des arbres composant la charpente du clocher est comprise entre 1543 et 1544. Une analyse complémentaire conclut que le clocher n'a pas été prévu tors à l'origine mais qu'à la suite de déformations et d'une restauration, il a été probablement décidé de rendre le clocher définitivement tors.
En septembre 2021, un appel à financement est lancé en vue de restaurer le clocher tors, avec le concours de la fondation du patrimoine.
La restauration est effectuée de fin 2022 à mi-2023 et, le 10 juin 2023, le nouveau clocher est inauguré par la mairie de Saint-Aubin-sur-Gaillon.